# Hermeto Pascoal
Hermeto Pascoal (født 22 juni 1936 i Alagoas Brasilien) er en brasiliansk komponist og multi-instrumentalist.
Pascoal er en af Brasiliens mest farverige, elskede og populære musikere. Han kan spille på de fleste instrumenter, med særlig interesse for accordion, keyboards, melodica, saxofon og fløjte.
Han fik sit internationale gennembrud, da han indspillede med Miles Davis på dennes banebrydende fusionalbum Live-Evil i 1971, hvor han medvirker på tre af albummets tracks på el-piano, vokal og fløjte.
Pascoal har også spillet med Airto Moreira og Flora Purim, og med sin multiinstrument-kollega Sivuca, der ligesom Pascoal var albino.
Pascoal er kendt for at give musikken en utraditionel og legende karakter.
Han spiller på ukonventionelle ting såsom børnelegetøj, urtepotter og bruger dyrelyde, og naturens lyde til at skabe musik. Han har feks. skrevet en suite Música da Lagoa, hvor musikerne spille på fløjter og gurgler under vand i en lagune. 